# 托爾古鄉

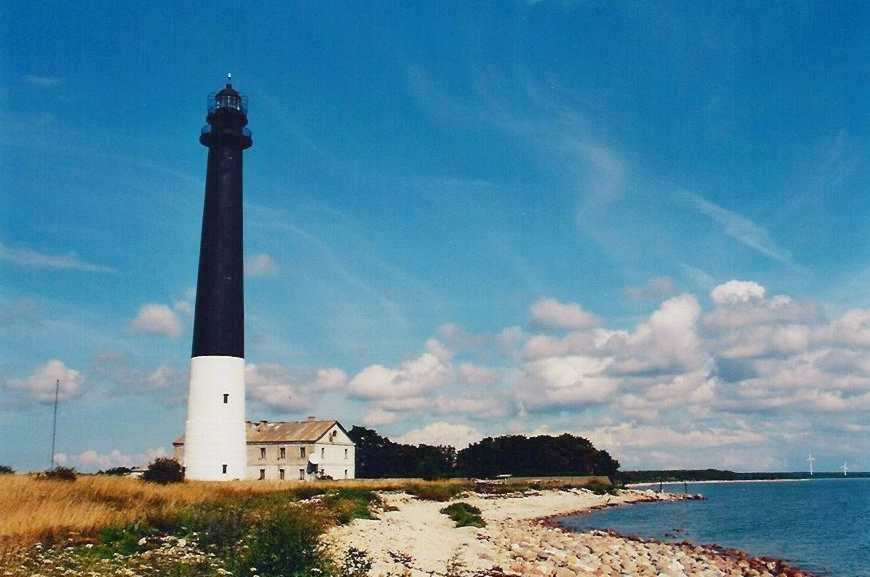
瑟尔韦灯塔

托爾古鄉，曾是愛沙尼亞薩雷縣的一個鄉村型市镇，位於該國西部，行政中心設於伊德，面積126平方公里，2006年人口375，人口密度每平方公里3人。
2017年爱沙尼亚行政改革后，包括托爾古市镇在内的萨雷马岛上的所有12个市镇合并成萨雷马市镇。
57°58′33″N 22°05′15″E / 57.97583°N 22.08750°E